# Treixadura
La treixadura és una varietat de raïm blanc de Galícia, històric a la zona del Ribeiro però de conreu escàs.
Dona uns vins amb gust de poma madura, que combinen molt bé amb els d'albariño.